# NGC 314
NGC 314 è una galassia lenticolare situata nella costellazione dello Scultore.
Fu scoperta il 27 settembre 1834 da John Herschel.